# J-League Winning Eleven 2008 Club Championship
J-League Winning Eleven 2008 Club Championship è un videogioco a tema calcistico prodotto e sviluppato da Konami e distribuito da Import nel 2008.